# 調丁
調丁（ちょうてい）とは、律令制において調を負担していた正丁のこと。

## 概要
律令制においては、庸は労役、調は貢納によって負担することが原則となっていたが、実際には庸は貢納によるケースが多く、調でも特定の役務を負担する者、臨時に労役を負担した者に対してはそれをもって調に振り替えられたり、全部もしくは一部が免除されたりすることがあった。また規定により、京内や畿内では調は最初から半分、飛騨国では全部が免除の対象となっていた（飛騨国は匠丁による奉仕と引換に庸調を免除されていた）。
その他にも病気などによって減免される者もいたことから、庸帳に記載されて庸を負担する庸丁と調帳に記載されて調を負担する調丁の総数は一致しなかった。